# Чибурданидзе, Майя Григорьевна
Ма́йя Григо́рьевна Чибурдани́дзе (груз. მაია გრიგოლის ასული ჩიბურდანიძე; род. 17 января 1961[…], Кутаиси) — советская и грузинская шахматистка, 6-я чемпионка мира (1978-1991). 
Девятикратная победительница шахматных олимпиад (пяти — в составе сборной СССР и четырёх — в составе команды Грузии). Заслуженный мастер спорта СССР с 1978 года, с 1984 года — гроссмейстер.

## Биография

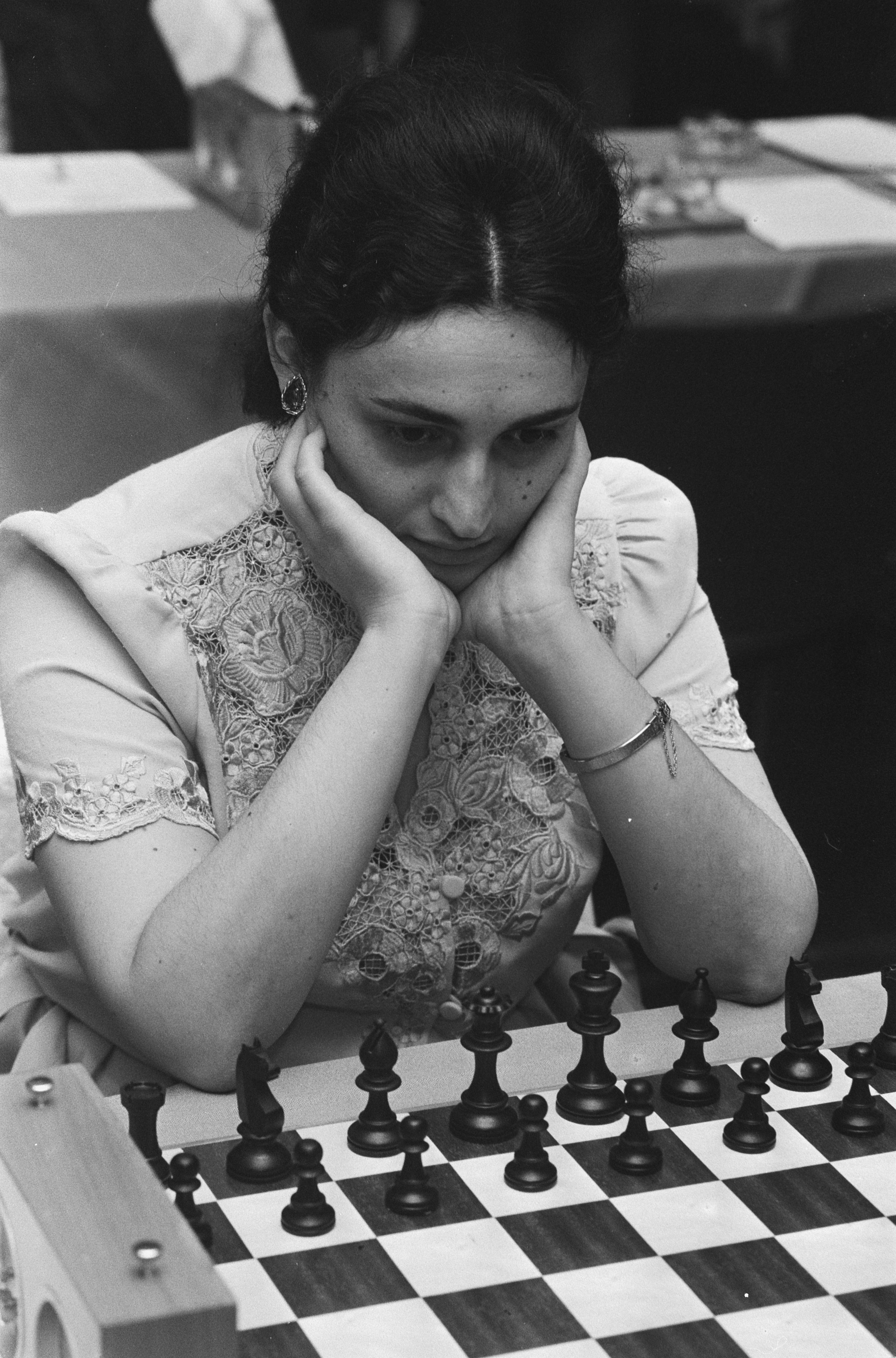
1986 год

Окончила Тбилисский медицинский институт по специализации «кардиология».
В семье Григория Чибурданидзе все дети играли в шахматы. Старшие учили младших, а затем младшие побеждали старших. Так, восьмилетняя Майя, которую научил играть старший брат Реваз, вскоре стала обыгрывать сестру Ламару, студентку второго курса политехнического института.
Дома успехам Майи не удивлялись. В 3 года она научилась читать, в 5 лет легко производила математические действия с трехзначными числами. В школе она считалась одной из лучших учениц. Но особенно она любила шахматы и все свободные часы проводила в кутаисском Дворце пионеров.
Весной 1971 года 10-летняя Чибурданидзе стала чемпионкой Грузии среди школьников.

## Спортивные достижения
Уже в 12 лет была включена в состав команды СССР в матче с Югославией. Играя с международным мастером Властой Калхбреннер, Чибурданидзе победила во всех четырёх партиях. При этом вела борьбу в них по-разному: спокойно маневрируя в первой встрече, эффектно атакуя — во второй, тонко проведя эндшпиль — в третьей и, наконец, блестяще комбинируя в четвёртой партии. Именно тогда гроссмейстер Борислав Ивков назвал Чибурданидзе «женским Фишером».
К 17 годам сыграла около 500 серьёзных партий. К этому времени стала чемпионкой СССР, победительницей в матчах претенденток, соперницей чемпионки мира Ноны Гаприндашвили.
В 1978 году в Пицунде состоялся матч Гаприндашвили — Чибурданидзе. Он игрался на большинство из 16 партий. Чибурданидзе захватила лидерство уже на старте и сохранила его до конца, одержав победу со счётом 8,5:6,5.

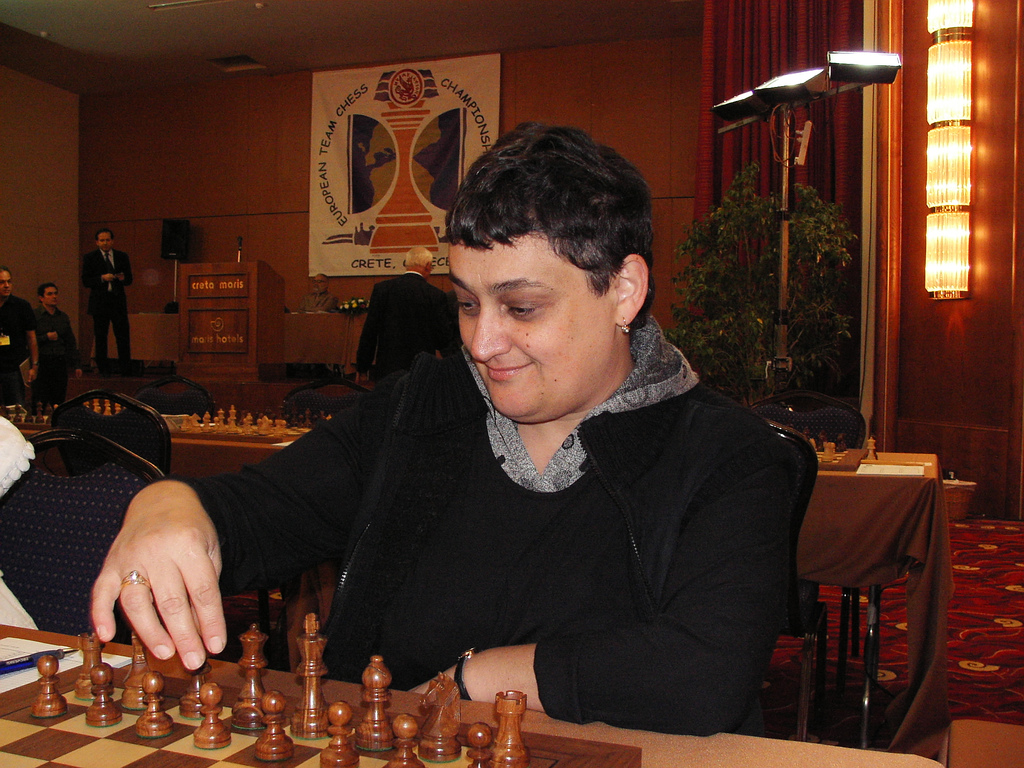
Чибурданидзе в 2007 году

Следуя примеру Гаприндашвили, Чибурданидзе часто стала выступать и в мужских турнирах. На традиционном международном турнире «Коста Каталана» в Барселоне осенью 1979 года поделила 1—3 места с гроссмейстером Эдуардом Гуфельдом и международным мастером Стефано Татаи (Италия).
Чибурданидзе отстояла звание сильнейшей шахматистки в четырёх матчах — с Наной Александрией (1981), Ириной Левитиной (1984), Еленой Ахмыловской (1986) и Наной Иоселиани (1989). За эти годы она добилась ряда успехов и в международных мужских турнирах: Нью-Дели (1984) — 1-е место, Баня-Лука (1985) — 1-е место, Бильбао (1987) — 3—4-е места, Брюссель (1987) — 2-е место. В 1986 году сыграла вничью матч с югославским гроссмейстером Петаром Поповичем 4:4. В 1984 году удостоена звания гроссмейстера.
В 1991 году, встретив в очередном матче жёсткое сопротивление новой претендентки — китайской шахматистки Се Цзюнь, Чибурданидзе уступила звание первой шахматистки планеты. 
Чибурданидзе — 9-кратная победительница шахматных Олимпиад. Этого успеха она добилась, выступая в 1978, 1980, 1982, 1984 и 1986 годах за сборную СССР и в 1992, 1994, 1996 и 2008 годах за сборную Грузии. По количеству побед на олимпиадах среди женщин уступает только Ноне Гаприндашвили (10 побед в составе сборной СССР и одна в составе сборной Грузии).

## Изменения рейтинга
| Графики недоступны из-за технических проблем. См. информацию на Фабрикаторе и на mediawiki.org. |

## Награды
- Орден Вахтанга Горгасала III степени (2001).
- Орден Чести (1994).
- Орден Трудового Красного Знамени (1985).
- Орден Дружбы народов (2 июня 1981).